# آرمن مانوکیان
آرمن پایلاکی مانوکیان (ارمنی: Արմեն Փայլակի Մանուկյան؛  زادهٔ ۱ مهٔ ۱۹۴۷) نوازنده پیانو و تهیه‌کننده موسیقی اهل ارمنستان است.

## زندگی‌نامه
وی در ۱ مه ۱۹۴۷ به دنیا آمد و مدرسه شماره ۵۵ آنتون چخوف، مدرسه متوسط حرفه‌ای موسیقی ایروان و کنسرواتوار دولتی کومیتاس ایروان فارغ‌التحصیل گشت. وی در مرکز ملی زیبایی‌شناسی هنریک ایگیتیان، 
های‌فیلی‌هارمونیکا، صندوق یک ملت یک فرهنگ، و وزارت فرهنگ ارمنستان فعالیت می‌کند. همچنین برندهٔ جوایزی همچون مدال آندرانیک اوزانیان، چهره فرهنگی شایسته ارمنستان (۲۰۰۸) و مدال طلای وزارت فرهنگ جمهوری ارمنستان شده‌است.